# 평양철도대학
평양철도대학(平壤鐵道大學, Pyongyang College of Railways)은 평양직할시 형제산구역 하당 1동에 위치한 대학이다. 1959년에 설립되었고 4개 학부로 구성되어 있다.
현재 학장은 전열(全烈)이다. 중화인민공화국의 베이징 교통대학교와 러시아의 옴스크 국립 교통 종합 대학교와 교류를 했다.

## 일반 현황
- 교수 100명
- 학생 500명